# Júlio Brandão
Júlio de Sousa Brandão (Famalicão, 9 de Agosto de 1869 - Porto, 9 de Abril de 1947) foi um escritor português.

## Biografia
Em 1874, a sua família mudou-se para o Porto onde viveria o resto da vida. Arqueólogo, foi também professor na Escola Infante D. Henrique, director do Museu Municipal do Porto e sócio da Academia Nacional de Belas Artes. Enquanto escritor deixou uma vasta obra como poeta, ficcionista e publicista, marcada pela simplicidade e imaginação. Colaborou no semanário Branco e Negro (1896-1898) e em diversas revistas portuenses, com destaque para A Águia; também se conhece colaboração da sua autoria nas revistas Arte e vida (1904-1906) e Serões (1901-1911), e ainda nas revistas luso-brasileiras Brasil-Portugal (1899-1914) e  Atlantida  (1915-1920). Entre 1929 e 1933, dirigiu a revista Soneto Neo-Latino, de Vila Nova de Famalicão. Fez parte do grupo dos nefelibatas e participou na corrente simbolista.

## Obras
- O Livro de Aglais
- Saudades
- O Jardim da Morte
- Mistério da Rosa Branca
- Nuvem de Ouro
- Cantares
- Perfis Suaves
- Figuras de Barro